# الغربي (فلم)
الغربي (بالإنجليزية: The Westerner) هو فيلم تم إنتاجه في الولايات المتحدة وصدر في سنة 1940. الفيلم من إخراج وليام وايلر.

## الميزانية والإيرادات
بلغت تكلفة إنتاج الفيلم حوالي 2,000,000 (estimated) دولار.

### ترشيحات وجوائز
| السنة | الحدث          | الفئة                  | النتيجة |
| ----- | -------------- | ---------------------- | ------- |
|       | جائزة الأوسكار | أفضل ممثل في دور مساعد | فوز     |

## وصلات خارجية
- مقالات تستعمل روابط فنية بلا صلة مع ويكي بيانات